# Melanoides
mélanoïdes
Genre
Melanoides (les mélanoïdes en français), est un genre d'escargots d'eau douce de l'embranchement des mollusques et de la classe des gastéropodes, de forme conique spiralée, ne dépassant pas 5 cm.
Les aquariophiles apprécient ces escargots pour leur utilité dans les aquariums.

## Mode de vie
Leur mode de vie est particulier, à savoir qu'ils s'enfouissent dans le sol le jour pour sortir la nuit et manger les détritus. Ils participent au nettoyage de l'aquarium mais surtout aèrent le sol en s'enfouissant et en traînant leur lourde coquille.
Ils préfèrent une eau assez dure et un pH supérieur à 7, mais peuvent vivre dans une eau plus douce (4 °GH minimum) et un peu acide (pH > 6,2) dès lors qu'ils peuvent trouver le calcium nécessaire à la formation de leur coquille. La reproduction se fait en eau douce, sans intervention particulière ni passage en eau de mer, comme c'est souvent le cas avec les escargots d'eau. Cette espèce est très prolifique, dès lors que les paramètres de maintenance sont corrects.
Les espèces du genre Melanoides ont une respiration branchiale et n'ont donc pas besoin de remonter à la surface pour respirer. C'est une particularité intéressante pour les aquariums fermés.

## Reproduction
La reproduction peut être sexuée (assez rare) ou parthénogénétique. Les femelles sont vivipares. Elles conservent les œufs puis les petits escargots dans une poche d'incubation interne jusqu'à ce qu'ils atteignent une taille suffisante pour être libérés (0,5 mm environ).

## Répartition
On trouve ces escargots dans toutes les régions tropicales (Afrique, Asie et Océanie), dès lors que la température de l'eau reste dans une fourchette de 18 à 30 °C environ.
On peut parfois les trouver en Europe du Sud. Leur rejet au tout-à-l'égout par les aquariophiles a dû participer pour une bonne part à la colonisation dans des plans d'eau au climat clément. Mais, officiellement, il n'y sont pas encore répertoriés. On les a même signalés en Hollande ; mais il n'est pas certain qu'ils aient pu s'y reproduire et passer les hivers.
Comme de nombreux invertébrés, cet escargot est particulièrement sensible à la pollution, notamment par les nitrites (NO2) même à très faible dose ainsi que les nitrates (NO3).

## Liste des espèces
Selon ITIS (17 décembre 2020) :
- Melanoides admirabilis
- Melanoides tuberculata (Muller, 1774)
- Melanoides turricula (I. Lea, 1850)